# (33940) 2000 LS35
2000 LS35 (asteroide 33940) é um asteroide da cintura principal. Possui uma excentricidade de 0.16318740 e uma inclinação de 4.73144º.
Este asteroide foi descoberto no dia 1 de junho de 2000 por LONEOS em Anderson Mesa.